# Egenmäktigt förfarande
Egenmäktigt förfarande är i svensk rätt ett tillgreppsbrott enligt 8 kap 8 § brottsbalken. Påföljden är böter eller fängelse i högst ett år. Grovt brott kan rendera fängelse i lägst sex månader och högst fyra år.
I brottsbalkens 8 kapitel regleras stöld, rån och andra tillgreppsbrott. De tillgreppsbrott som inte särskilt regleras i 8 kapitlet har samlats under beteckningen egenmäktigt förfarande. 
Det finns tre situationer då ett brott utgör egenmäktigt förfarande
1. då gärningsmannen olovligen har tillgripit något men inte har någon avsikt att behålla det tillgripna.
2. då annans besittning olovligen rubbas på så vis att den rättmätige ägaren hindras att använda föremålet som det är tänkt.
3. då gärningsmannen med våld motsätter sig laga självtäkt. Utövningen av våld omfattar inte bara personvåld utan kan även vara oriktat våld där gärningsmannen sliter i en sak.

Undantag gäller dock för tillgrepp av fortskaffningsmedel som är ett eget brott.
Den som sätter lås på annans cykel och på så sätt hindrar ägaren att nyttja den liksom den som parkerar på annans parkeringsplats eller den som gör en nyckel oåtkomlig kan dömas för egenmäktigt förfarande.
En fysisk blockad, där någon hindrar fordon eller människor att nå fram till en fastighet eller byggnad, kan också vara egenmäktigt förfarande.